# Meba
Meba est un village de la région du Centre du Cameroun. Il est localisé dans l'arrondissement (commune) de Minta, département de la Haute-Sanaga. On y accède par la piste rurale qui lie Yaoundé à Bertoua.

## Population et société
En 1963, la population de Meba était de 525 habitants. Meba comptait 617 habitants lors du dernier recensement de 2005. La population est constituée pour l’essentiel de Bamvele.